# Behrendorf (Frise-du-Nord)
Behrendorf (en danois: Bjerndrup) est une municipalité allemande située dans le land du Schleswig-Holstein et dans l'arrondissement de Frise-du-Nord. En 2015, sa population est de 570 habitants.